# Unitas-Film
Die Unitas Film AG war eine Schweizer Filmproduktionsgesellschaft. 

## Geschichte
Die Unitas-Film wurde 1957 von Oscar Düby gegründet. Nach der Anstellung bei der Gloriafilm und der Praesens-Film wollte er sich als unabhängiger Filmproduzent versuchen. Er tat sich mit Schaggi Streuli zusammen, mit dem er bereits in Taxichauffeur Bänz zusammenarbeitete. Nach einem Werbefilm wurde der Spielfilm Zum goldenen Ochsen unter der Regie von Hans Trommer gedreht. Die Zusammenarbeit zwischen dem renommierten Regisseur und Streuli als Hauptdarsteller und Drehbuchautor klappte nicht und der Film erlitt Schiffbruch an den Kinokassen. Die Vorlage von SOS – Gletscherpilot stammte ursprünglich von Max Frisch, wurde aber unter Dübys Mitwirkung bis zur Unkenntlichkeit umgeschrieben. Trotz Starbesetzung war der Film ein finanzieller Fehlschlag, da die Kosten für die Aussenaufnahmen im Hochgebirge in die Höhe schossen. Dies bedeutete 1959 das Ende der Unitas-Film.

## Spielfilme
- 1958: Eine Rheinfahrt, die ist lustig (Zum goldenen Ochsen)
- 1959: SOS – Gletscherpilot